# Raskol Tito – Staljin
Raskol Tito – Staljin bio je politički i ideološki raskol između jugoslavenskih komunista i ostatka komunističkog lagera predvođenog Sovjetskim Savezom. Trajao je od lipnja 1948. godine do lipnja 1955., ali je čak i nakon toga nepovratno odredio ulogu Jugoslavije sve do konca hladnog rata.

## Kontekst
Nakon kraja Drugog svjetskog rata, jugoslavenski komunisti činili su jednu od najvjernijih partija Sovjetskom Savezu, čiji su državni model htjeli implementirati u Jugoslaviji. Također su prednjačili u radikalnoj politici prema zapadu, što je rezultiralo s nekoliko ozbiljnih vanjskopolitičkih incidenata:
- U listopadu 1946. godine britanski ratni brodovi naletjeli su na mine u Krfskom tjesnacu, za što su Britanci okrivili Jugoslaviju.[2]
- 9. i 19. kolovoza 1946., jugoslavensko zrakoplovstvo prvo je prisilno prizemljilo a potom i oborilo dva američka transportna aviona C-47 Skytrain iznad Slovenije, koji su letjeli od Austrije prema Italiji. Nakon pogibije američkih posada, američki tisak tražio je bacanje atomske bombe na Jugoslaviju.[3]
- Komunistička partija Jugoslavije, također je aktivno pomagala komunističku stranu u građanskom ratu koji je buktio u susjednoj Grčkoj. Ovakvim postupanjem, jugoslavenski su komunisti direktno narušavali tzv. Dogovor o postocima, koji je Staljin sklopio s Churchillom u listopadu 1944., na Četvrtoj moskovskoj konferenciji, a kojim su bile definirane zone utjecaja u poslijeratnom svijetu. Prema spomenutom dogovoru Grčka je bila 90% u britanskoj interesnoj zoni a 10% u sovjetskoj, zbog čega Staljin nije potpomagao grčke komuniste.[4][1]

Staljin je, također smatrao da SSSR krajem četrdesetih nije spreman za još jedan veliki rat sa zapadom, pa je u skladu s takvom politikom sovjetski ministar vanjskih poslova V. Molotov na jednom od sastanaka upozoravao jugoslavenske delegate predvođene Kardeljem da ne izazivaju zapad jer: “Amerika ima atomsku bombu, dok oni to nemaju”. Na to mu je navodno netko iz jugoslavenske delegacije replicirao: “...jaka stvar, oni imaju atomsku – mi imamo partizansku bombu!”.
Staljina su također ljutila navodna jugoslavenska šurovanja s bugarskim, albanskim a u maksimalističkoj varijanti i s grčkim komunistima o stvaranju proširene Balkanske Federacije u koje bi bile uključene i te države.
KPJ je također, brzo krenula u kolektivizaciju zemlje, što je bilo protivno Staljinovim savjetima temeljenim na vlastitim lošim iskustvima, a sovjeti su Jugoslavenima zamjerali i ranije žalopojke iz vremena operacije za oslobađanje Beograda, u kojima je sudjelovala Crvena armija, prilikom čega su navodno sovjetski vojnici silovali jugoslavenske žene, što su jugoslavenski predstavnici kod Staljina tražili da prestane, na što je Staljin odgovorio da njegovi vojnici prolaze kroz “vatru i smrt”, pa nema ništa loše ako se malo opuste.

## Rezolucija informbiroa
U sastancima koji su se odigrali u Kremlju u veljači 1948., jugoslavenska delegacija koju su činili Edvard Kardelj i Đilas, primila je teške kritike Sovjeta, zbog “nekonzultiranja” o svojim postupcima. Kazavši da između njih postoje “ozbiljna razmimoilaženja”.
U ožujku 1948. SSSR je naprasno povukao svoje vojne savjetnike iz Jugoslavije, uz obrazloženje da su “okruženi neprijateljima”
U lipnju 1948. u Beograd je stigao bukureštanski dokument Rezolucije Informbiroa u kojem se KPJ optužuje za “anti-sovjetizam”, te se pozivaju zdrave snage da prisile svoje rukovodioce da promjene smjer, a ako se to ne dogodi, da ih smijene”, što je šokiralo i jako uplašilo jugoslavensko političko rukovodstvo.
KPJ je odgovorila 29. lipnja 1948. sazivanjem 5 kongresa KPJ, na kojem su delegati izložili vjernost Titu, a rezolucija se proglašava “nesporazumom”.
Uskoro kreće period žestokih obračuna s IB-ovcima za što su se koristili resursi Rankovićeve tajne policije UDB-e, dok je Golom otoku je otvoren koncentracijski logor za politički nepoćudne.

## Reakcija zapada
U Bijeloj kući je nakon vijesti o raskolu između Tita i Staljina zavladao šok i nevjerica, no službena američka politika se ubrzo odlučila za davanje podrške jugoslavenskom režimu, pod sloganom “keep Tito afloat” – “držati Tita na površini”: u cilju stvaranja “trojanskog konja” među komunističkim lagerom. Radi teške vanjskopolitičke situacije i izolacije u kojoj se našla, Jugoslavija je prihvatila ovu ponudu, te je ubrzo počela primati pomoć iz SAD-a, iako prvotno nije sudjelovala u Marshallovom planu. Jugoslavija je također primila i vojnu pomoć SAD-a, koja se odnosila na jačanje Jugoslavenskog zrakoplovstva, koje je dobilo za tadašnje prilike moderne zrakoplove F-86 Sabre i Republic F-84 Thunderjet, ali i drugu tehniku u cilju odvraćanja moguće sovjetske intervencije, koje su se u Jugoslaviji pribojavali. Ovi strahovi nastavili su se i kasnijim vremenima tijekom Sovjetskih intervencija u Mađarskoj 1956. i Čehoslovačkoj 1968.

## Posljedice
Jugoslavija se također počela sve više otvarati prema zapadu, a 1952. u svom Ljubljanskom referatu Miroslav Krleža najavljuje prekidanje sa Staljinizmom i na kulturnom planu.
Na obrambenom planu, u veljači 1953., Jugoslavija se pridružila tzv. Balkanskom paktu kojeg su uz nju činile Grčka i Turska.
Na ideološkom planu, KPJ je krenula u nove interpretacije klasičnih marksističkih djela kako bi se napravio odmak od Staljinizma, što je u konačnici rezultiralo nastankom tzv. Radničkog samoupravljanja, kao jugoslavenske inačice puta u socijalizam.
Od 1954., u cilju traženja novih vanjskopolitičkih prijatelja, Tito je na putovanjima u Indiji i Egiptu stvorio dobre kontakte s tamošnjim liderima, što je u konačnici rezultiralo osnivanjem Pokreta nesvrstanih.

## Pomirba sa SSSR-om
1953. godine umro je Staljin, kojeg je nakon unutarnjih sukoba u Kremlju kao prva osoba SSSR-a naslijedio Nikita Hruščov. U svibnju 1955. Hruščov je došao u Beograd, u službeni posjet Jugoslaviji, prilikom čega je potpisana tzv. Beogradska deklaracija u kojoj su obje strane priznale jedna drugoj: 

"pridržavanja načela uzajamnog poštovanja i nemiješanja u unutrašnje stvari ma iz kakvih razloga – ekonomske, političke ili ideološke prirode – pošto su pitanja unutrašnjeg uređenja, različitih društvenih sistema i različitih formi razvitka socijalizma stvar isključivo naroda pojedinih zemalja"

U konačnici, Hruščov je na 20. kongresu Sovjetske komunističke partije, u veljači 1956. godine odlučio odreći se Staljina, te ga je prozvao odgovornim za masovne čistke, ali i za pogoršanje odnosa s Jugoslavijom.  